# Великі Логунови
Великі Логуно́ви (рос. Большие Логуновы) — присілок у складі Слободського району Кіровської області, Росія. Входить до складу Ленінського сільського поселення.
Населення становить 139 осіб (2010, 116 у 2002).
Національний склад станом на 2002 рік — росіяни 96 %.